# Kategori (filosofi)
Kategorier (från grekiska kategoria, "anklagelse", senare "egenskap") är inom filosofin ett ontologiskt begrepp som betecknar de mest fundamentala sorterna under vilka alla entiteter (allt varande) klassificeras. Olika filosofer har genom tiderna kommit med olika förslag om under vilka grundläggande kategorier allt varande kan placeras.
En teori om detta kallas för en kategorilära. De mest välkända kategorilärorna formulerades av Aristoteles och Immanuel Kant. Hos Aristoteles används kategorierna både semantiskt, för att beteckna de mest grundläggande predikaten, och ontologiskt, för att beteckna de mest grundläggande formerna av vara (se Universalia). Aristoteles anger som högst  tio kategorier. Hos Kant har begreppet kategori en något annorlunda mening, vilket hör samman med hans kunskapsteori och metafysik. För Kant betecknar kategorierna "förståndsformer", det vill säga former med vilka vi uppfattar och gör världen begriplig. Dessa säger emellertid inte nödvändigtvis någonting om hur världen egentligen är beskaffad.
Ett modernt exempel på en kategorilära är den som formulerades av Nicolai Hartmann (1882-1950). Utmärkande för hans lära är att han inkluderar kunskapsteori som en självständig kategori.

## Kategoriläror
Ett exempel på en kategorilära är Immanuel Kants lära om förståndsformerna. Kategorierna i denna lära är enhet, mångfald, totalitet, realitet, negation, begränsning, ting, orsak, gemenskap, möjlighet, tillvaro och nödvändighet. Dessa kategorier, eller förståndsformer, är viktiga att skilja från det Kant kallar åskådningsformer. Åskådningsformerna utgör inga kategorier och är endast två: rum och tid.
En annan kategorilära formulerades långt tidigare än Kants, nämligen den av Aristoteles. Aristoteles inkluderar följande kategorier: kvantitet, kvalitet, relation, ställe, tid, ställning, det att ha, handling samt passivitet.